# Rete sociale mobile
Una rete sociale mobile è un particolare tipo di rete sociale in cui gli individui con interessi simili dialogano con le altre persone attraverso un dispositivo cellulare o un tablet. Molto simile alla rete sociale sul web, la rete sociale mobile si verifica nelle comunità virtuali. 

## Storia
Una tendenza attuale per i siti web di reti sociali, come Facebook, è la creazione di applicazioni mobili per dare ai loro utenti istantanea e accesso in tempo reale dal proprio dispositivo. Foursquare e Gowalla sono altri esempi di comunità costruite attorno a funzionalità mobile. Sempre più, il confine tra mobile e web si restringe e si usano applicazioni mobili utilizzando reti sociali esistenti per creare comunità indigene e promuovere la scoperta di reti sociali basate sul web in grado di sfruttare le funzionalità mobili e di accessibilità.
Inizialmente, c'erano due tipi fondamentali di telefonia mobile delle reti sociali. Il primo è che le aziende collaboravano con operatori di telefonia wireless per distribuire le loro comunità, tramite le pagine si avviava il browser di default sul telefono cellulare. Un esempio di questo è JuiceCaster. Il secondo tipo è costituito da società che non hanno rapporti con operatori e si basano su altri metodi per attirare gli utenti. Come si è evoluto dal web mobile le tecnologie proprietarie e le reti, ad accesso mobile a Internet, cambia nei seguenti tipi:
1. reti sociali web basate sull'accesso mobile tramite browser mobili e applicazioni per cellulari;
2. reti sociali mobili native che usano la telefonia mobile, servizi di basati sulla localizzazione, e la realtà aumentata, che richiedono dispositivi mobili e la tecnologia.

Tuttavia, mobile e i sistemi basati sulle reti sociali spesso lavorano in simbiosi per diffondere contenuti, aumentare l'accessibilità e la connessione agli utenti ovunque essi si trovino.
I progressi nella tecnologia hardware e software hanno facilitato l'esistenza di queste comunità virtuali mobili. Inoltre le precedenti tecnologie di rete wireless sono state sostituite con delle funzionalità più estese alla navigazione multimediale e satellitare, e hanno migliorato diverse tecnologie come la fotocamera e il GPS integrato nei dispositivi mobili. Nel Web 2.0 e 3.0 sono stati inclusi nuove funzionalità e tecnologie come la nuvola informatica (in inglese cloud computing), contenuti generati dagli utenti (UGC), servizi di localizzazione e la realtà aumentata (AR).
Giappone, Corea e Cina hanno un utilizzo maggiore della telefonia mobile e le reti sociali rispetto ai paesi occidentali, in genere grazie ad una migliore qualità delle reti mobili e il prezzo meno costoso dei dati (forfettario, è notevolmente diffuso in Giappone). In Giappone, si è raggiunto oltre l'80% di penetrazione degli utenti per la rete 3G.
Con la tecnologia attuale, le interazioni all'interno di reti sociali mobili non si limitano a scambiarsi messaggi di testo semplice su un sms di base, ma si utilizzano la condivisione di contenuti multimediali (foto, video, collegamenti, siti, ecc.) e la messaggistica di gruppo con amici e parenti o del pubblico. L'ecosistema è in continua evoluzione verso più sofisticati sistemi di interazioni di comunità virtuali attraverso internet e gruppi privati.